# 창고인 (유럽)

19세기 루마니아 지역의 헝가리계 인구 분포

창고인(영어: Csangos, 헝가리어: Csángók, 루마니아어: Ceangăi)은 오늘날 루마니아의 바커우주를 비롯한 몰다비아 지역에 거주하는 헝가리계 민족을 가리키는 말이다. 이들의 인구는 현대에 급감하여, 2011년 기준 약 4,200명의 헝가리계 인구가 바커우 주에 거주하고 있다. 다만 상당수의 인구가 루마니아에 동화되어 있어 창고인의 정확한 수는 계산하기 힘든데, 일부 보고에 의하면 창고인 계통의 인구가 수만 명에 달한다는 추산도 있다.

## 같이 보기
- 세케이인